# Rutilo
El rutilo es un mineral del grupo IV (de acuerdo a la clasificación de Strunz) cuya composición química es óxido de titanio (IV) (TiO2). Descrito por vez primera por Abraham Gottlob Werner en 1803, su nombre procede del latín rutilus, «rojo», en referencia al color rojo intenso de algunas muestras, especialmente con luz transmitida. Werner utilizó en su descripción ejemplares procedentes de España, de una localidad que designó de forma confusa como Cajuelo, Buitrago, Burgos. La localidad real de procedencia, y consecuentemente la localidad tipo de este mineral es Horcajuelo de la Sierra (Madrid), donde ya se conocía con anterioridad como chorlo rojo y como acerillo.
Otros nombres que recibe este mineral son cajuelita, crispita, dicksbergita, edisonita y paraedrita.

## Propiedades físicas
El rutilo es un mineral opaco —transparente en fragmentos finos— que puede tener diferente coloración: pardo rojiza, roja, amarilla pálida, azul pálida, violeta y, muy raramente, verde hierba. De brillo adamantino, es un mineral frágil.
Tiene dureza 6 - 6,5 en la escala de Mohs y su módulo de tensión es 4,1 TPa/cm², lo que lo hace útil en cortadores de vidrio.
Tiene una densidad de 4,23 g/cm³, cifra que aumenta conforme aumenta su contenido en tántalo y niobio.
Su punto de fusión es 2 378,2 K y en ebullición se descompone a sesquióxido de titanio, base para colorantes azules automotrices, de joyería artificial, pues es el color del zafiro.

## Propiedades químicas
El rutilo tiene un contenido de titanio de casi el 60%, siendo el hierro su impureza más importante, seguido de tántalo, niobio, cromo, vanadio y estaño.
Presenta gran resistencia al ataque químico. Solo lo atacan el ácido fluorhídrico y el ácido sulfúrico concentrado en caliente, siendo relativamente estable frente al agua regia. Por esta razón se utiliza para producir pigmentos tanto de recubrimientos automotrices como en alimentos. Se disuelve en hidróxidos de metales alcalinos produciendo titanatos insolubles en agua.

## Propiedades cristalográficas

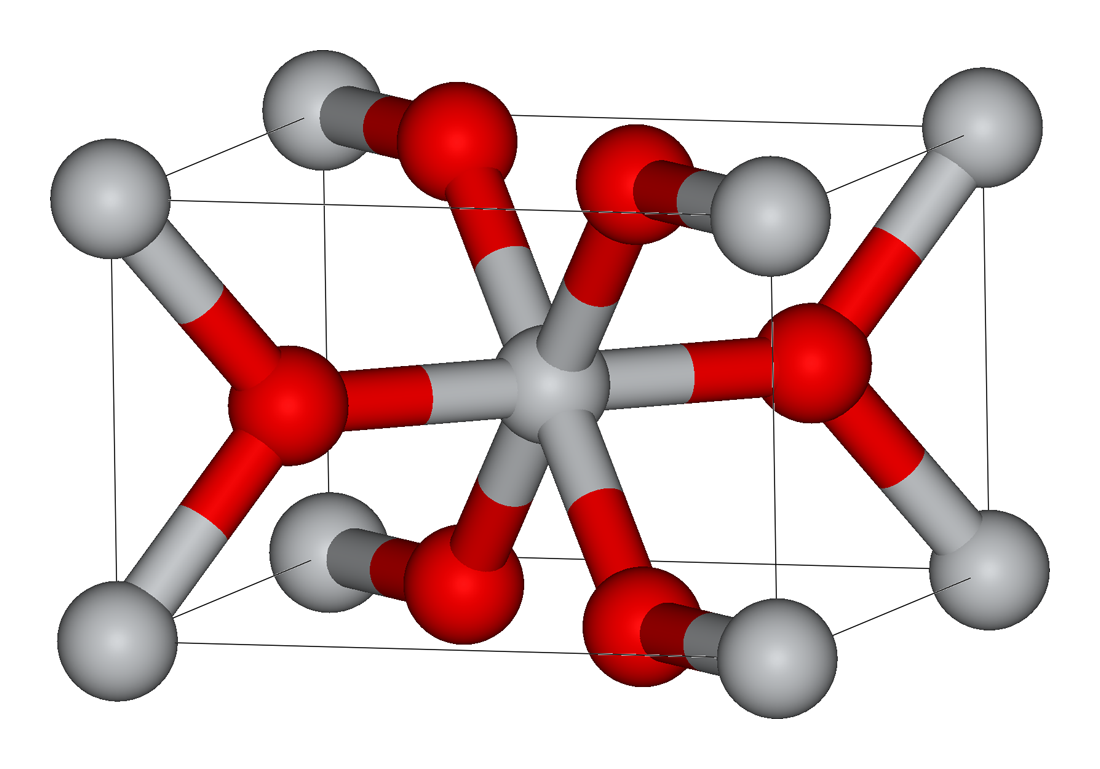
Estructura cristalina del rutilo: titanio en gris, oxígeno en rojo

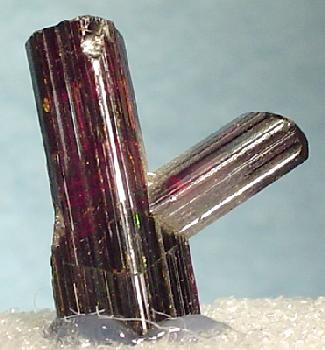
Cristales de rutilo del valle de Binn (Suiza)

El rutilo cristaliza en el sistema tetragonal, clase ditetragonal dipiramidal (4/m 2/m 2/m).
Su red cristalina es «tetragonal distorsionada».

### Grupo del rutilo
Este mineral es el miembro principal del grupo mineralógico que lleva su nombre (grupo del rutilo). Estos minerales están formados por óxidos tetragonales de fórmula general M4+O2. La mayoría de los miembros del grupo casi siempre están maclados en {101}, y con menos frecuencia en {301}. El grupo está compuesto por las siguientes especies: argutita (GeO2), casiterita (SnO2), paratelurita (TeO2), plattnerita (PbO2), pirolusita (MnO2), stishovita (SiO2) y tripuhyita (Fe3+Sb5+O4).
Por otra parte, la sellaíta (MgF2) está relacionada estructuralmente con este grupo.

### Polimorfismo
El rutilo es polimorfo de akaogiíta, anatasa, brookita y riesita, así como de la especie sintética TiO2 II. La akaogiíta y la riesita cristalizan en el sistema monoclínico, mientras que rutilo y anatasa lo hacen en el tetragonal. Aunque tanto el rutilo como la anatasa cristalizan en el mismo sistema y clase, las correspondientes celdas unidad tienen diferente tamaño y forma.

## Morfología y formación

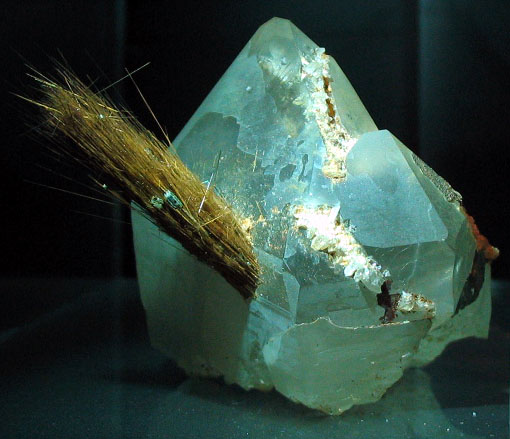
Cristales aciculares de rutilo saliendo de un cristal de cuarzo (Museo de Historia Natural, Londres)

El rutilo forma cristales prismáticos con terminaciones bipiramidales y estriaciones verticales.
Son frecuentes las maclas en codo, así como los cristales aciculares finos, con forma de aguja, en cuarzo.
Puede también presentar hábito granular y masivo, en vetas y en guijarros redondeados y desgastados por el agua.
Es un mineral accesorio habitual de alta presión y temperatura en rocas ígneas, anortositas y pegmatitas graníticas. Puede formar parte de rocas que han experimentado alteración hidrotermal, así como en gneises, esquistos, y en calizas que han sufrido metamorfismo de contacto.
Este mineral también se encuentra en depósitos detríticos de ríos y playas.
Entre los minerales asociados al rutilo están anatasa, brookita, hematita, ilmenita, apatito, adularia, albita, titanita, clorita, pirofilita, calcita y cuarzo.

## Aplicaciones

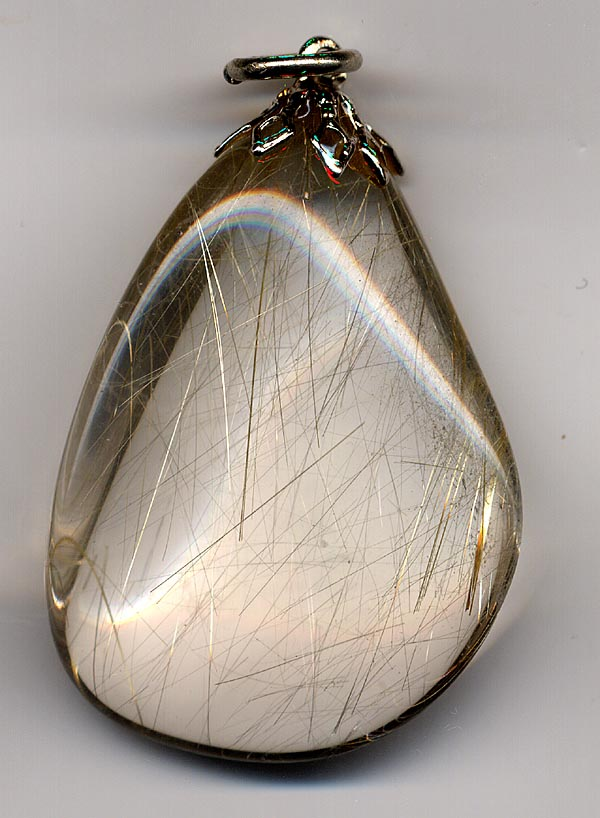
Gema de rutilo.

Las principales aplicaciones del rutilo son como pigmento, en la fabricación de cerámica refractaria y en la producción de titanio metálico.
El rutilo finamente pulverizado es un pigmento blanco brillante y se utiliza en pinturas, plásticos, papel, alimentos y otras aplicaciones que requieren un color blanco brillante. De hecho, el pigmento del óxido de titanio (IV) amorfo es el pigmento blanco más importante del mundo.
Además, las nanopartículas de rutilo son transparentes a la luz visible pero muy efectivas en la absorción de radiación ultravioleta y se utilizan en protectores solares para proteger a la piel de la radiación ultravioleta.

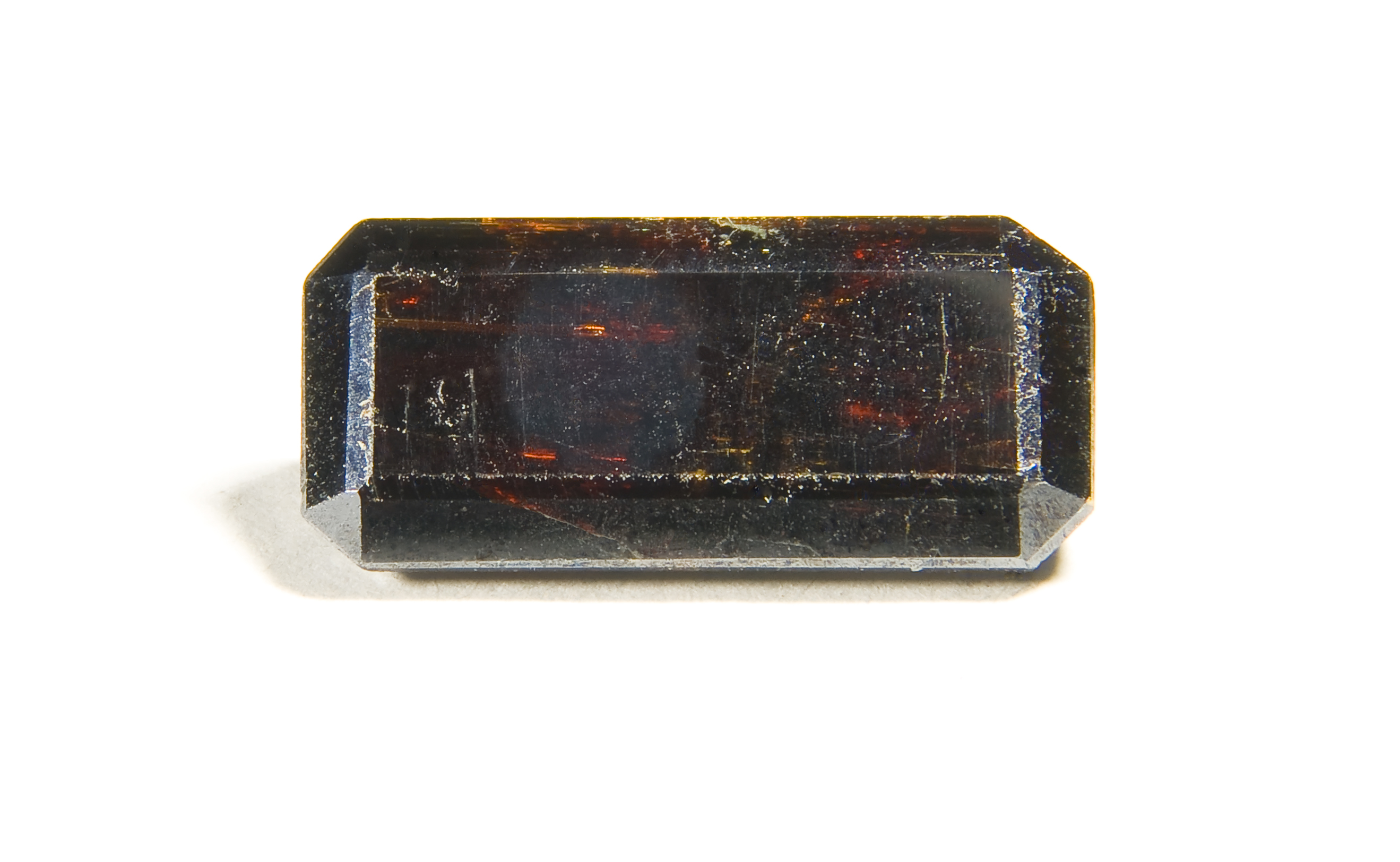
Rutilo tallado. Procedencia: Minas Gerais (Brasil)

El rutilo también es ampliamente utilizado como cubierta de electrodos de soldadura. Otra aplicación es en tecnología láser para crear láseres titanio-zafiro. Asimismo se usa para obtener yoduro de titanio (IV), uno de los mejores catalizadores de polímeros con enlaces éter.
Por otro lado, en 1951 el rutilo se utilizó como sustituto del diamante ya que su alto índice de refracción y fuerte dispersión, le confieren un brillo adamantino y un aspecto parecido al del diamante. Actualmente se utiliza en la elaboración de gemas de fantasía.

## Yacimientos
Las localizaciones de este mineral son muy numerosas. Cabe reseñar las existentes en Suiza, en la garganta de Cavradi (Tujetsch), Lodrino (Tesino) y valle de Binn (Valais); en Italia, en Selva dei Molini (Trentino-Alto Adigio); y en Austria, cerca de Modriach (Estiria).
La localidad tipo se emplaza en Horcajuelo de la Sierra (Madrid), en un afloramiento metamórfico con vetas de segregación metamórfica que contienen el rutilo en micaesquistos.
En Santa Comba y Coristanco (La Coruña), se explotaron en la década de 1950 yacimientos aluviales de rutilo.
En cuanto a interés gemológico, destacan los yacimientos de Ibitiara (Bahía, Brasil), río Kedrovaya (Krai de Primorie, Rusia), paleovalle Dolon (provincia de Naryn, Kirguistán) y Mogok (región de Mandalay, Myanmar).